# Bildstock (Kleinbrach, vor Kleinbracher Straße)

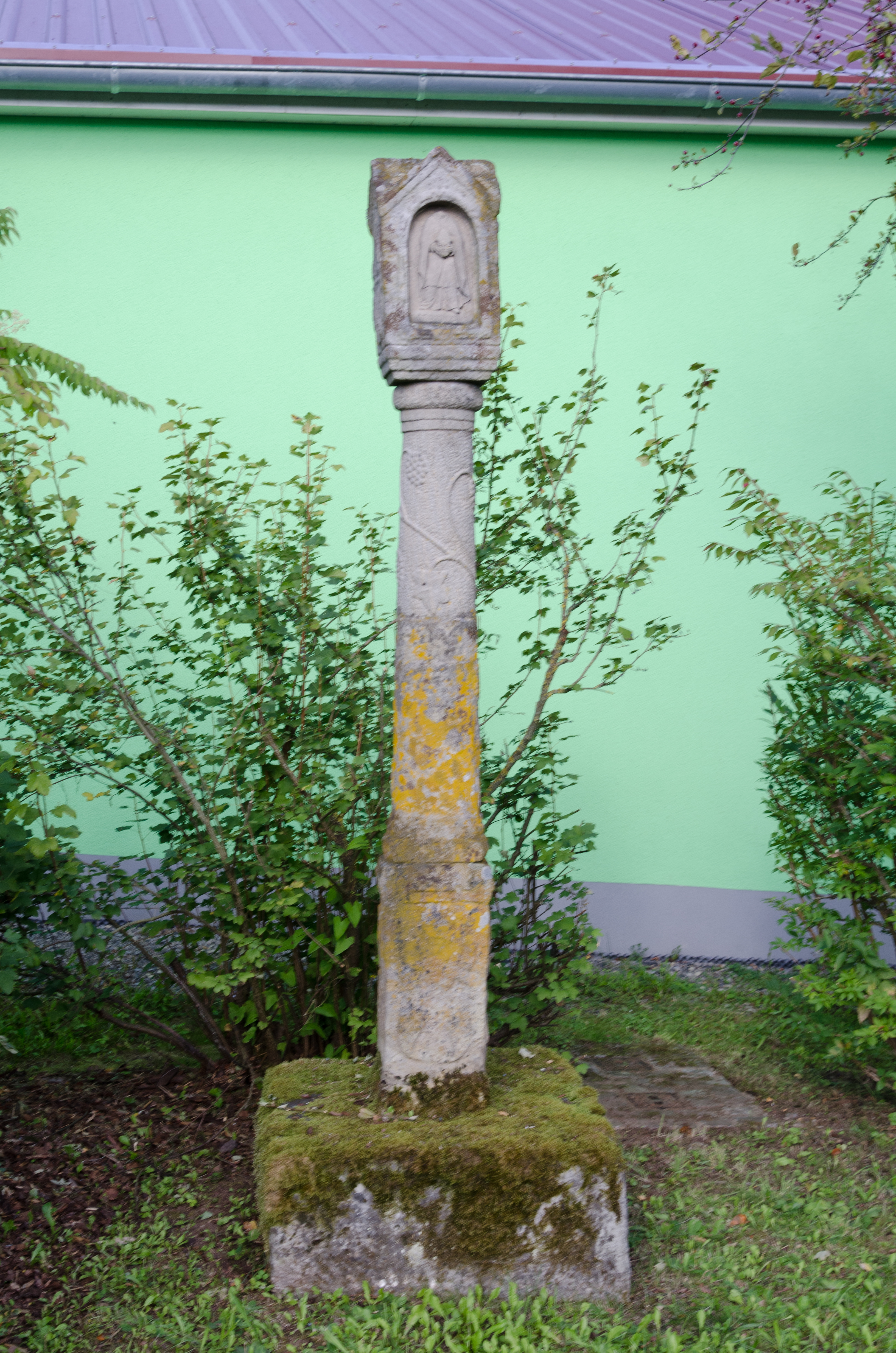
Bildstock, vor Kleinbracher Straße, Kleinbrach

Der Kreuzdachbildstock mit der Adresse vor Kleinbracher Straße befindet sich in Kleinbrach, einem Stadtteil von Bad Kissingen, der Großen Kreisstadt des unterfränkischen Landkreises Bad Kissingen. Er gehört zu den Bad Kissinger Baudenkmälern und ist unter der Nummer D-6-72-114-203 in der Bayerischen Denkmalliste registriert.

## Beschreibung
Der Kreuzdachbildstock besteht aus Sandstein und stammt aus dem Jahr 1697.
Der Schaft ist 160 cm hoch und im unteren Drittel als Vierkant geformt; der Hauptteil besteht aus einer sich verjüngenden Säule. Die Säule ist von einer Weinranke mit Laub und Früchten umkränzt. Die Seitenflächen der Basis werden von verschiedenen Ornamenten bedeckt.
Das Gehäuse ist 51 cm hoch und wird von einem Kreuzdach abgeschlossen. Die vier Seiten des Kreuzdachs zeigen folgende Darstellungen:
1. ein Relief mit einem Lateinischen Kreuz und den Arma Christi
2. die eingemeißelte Inschrift

„1697

HANS M...VON..BRACH“

3. viergeteiltes, verwittertes Wappen mit vierblättriger Blume (wahrscheinlich Guttenberg-Rose), Frankenrechen und Schlüssel
4. ursprünglich leere, rundbogige Nische mit Dübellöchern; seit 1989 zeigt die Nische ein Relief des hl. Dionysius von Paris